# Lago Margarita
El lago Margarita es un lago de Tierra del Fuego, Argentina. De origen glaciar, se encuentra en las inmediaciones del Lago Escondido y del Lago Fagnano, a 16 km de la Ruta Nacional 3. Sus aguas se desagotan a través del río Bombilla, y forman la Laguna Bombilla, río abajo, que vuelca sus aguas en el Lago Fagnano, en su margen sur. Se encuentra rodeada por un bosque de lenga. En el lago se practica la pesca.